# Davit Hakobyan
Davit Hakobyan (in armeno Դավիթ Հակոբյան?; Gyumri, 21 marzo 1993) è un ex calciatore armeno, di ruolo centrocampista.

## Carriera

### Club
Ha giocato nella massima serie armena.

### Nazionale
Ha giocato nelle nazionali giovanili armene Under-19 ed Under-21.
Nel 2016 ha giocato tre partite con la nazionale maggiore armena.

## Statistiche

### Cronologia presenze e reti in nazionale
| Cronologia completa delle presenze e delle reti in nazionale ― Armenia | Cronologia completa delle presenze e delle reti in nazionale ― Armenia | Cronologia completa delle presenze e delle reti in nazionale ― Armenia | Cronologia completa delle presenze e delle reti in nazionale ― Armenia | Cronologia completa delle presenze e delle reti in nazionale ― Armenia | Cronologia completa delle presenze e delle reti in nazionale ― Armenia | Cronologia completa delle presenze e delle reti in nazionale ― Armenia | Cronologia completa delle presenze e delle reti in nazionale ― Armenia |
| Data                                                                   | Città                                                                  | In casa                                                                | Risultato                                                              | Ospiti                                                                 | Competizione                                                           | Reti                                                                   | Note                                                                   |
| ---------------------------------------------------------------------- | ---------------------------------------------------------------------- | ---------------------------------------------------------------------- | ---------------------------------------------------------------------- | ---------------------------------------------------------------------- | ---------------------------------------------------------------------- | ---------------------------------------------------------------------- | ---------------------------------------------------------------------- |
| 1-6-2016                                                               | Carson                                                                 | El Salvador                                                            | 0 – 4                                                                  | Armenia                                                                | Amichevole                                                             | -                                                                      | 73’                                                                    |
| 31-8-2016                                                              | Mladá Boleslav                                                         | Rep. Ceca                                                              | 3 – 0                                                                  | Armenia                                                                | Amichevole                                                             | -                                                                      | 76’                                                                    |
| 11-10-2016                                                             | Varsavia                                                               | Polonia                                                                | 2 – 1                                                                  | Armenia                                                                | Qual. Mondiali 2018                                                    | -                                                                      | 85’                                                                    |
| Totale                                                                 |                                                                        | Presenze                                                               | 3                                                                      |                                                                        | Reti                                                                   | 0                                                                      |                                                                        |

## Palmarès

### Club

#### Competizioni nazionali
- Campionato armeno: 1

Širak: 2012-2013
- Coppa d'Armenia: 2

Širak: 2011-2012, 2016-2017
- Supercoppa d'Armenia: 2

Širak: 2013, 2017